# Il braccio sbagliato della legge
Il braccio sbagliato della legge (The Wrong Arm of the Law) è un film comico britannico del 1963 diretto da Cliff Owen. Il film venne prodotto dalla Romulus Films.

## Trama
A Londra, i membri di una banda di criminali australiani capeggiata da Jack Coombes si fingono poliziotti per requisire refurtive di varie rapine. Il capo della gang locale, "Faino" Gates, che presiede il sindacato dei criminali sotto copertura fingendosi un sarto francese, trova i suoi incassi severamente diminuiti e incolpa il rivale "Nervous" O'Toole. Quando scoprono che vengono entrambi truffati dalla stessa banda, decidono di unire le proprie forze, e insieme all'ispettore di polizia "Nasello" Parker, collaborano per assicurare alla giustizia gli "australiani".

## Produzione
Molte delle scene di rapine vennero girate nell'area di Beaconsfield and Uxbridge.